# Bazylika świętego Maryna w San Marino
Bazylika świętego Maryna w San Marino (wł. Basilica di San Marino) – rzymskokatolicki kościół znajdujący się w Republice San Marino. Podczas gdy kraj posiada wyraźną dominację historycznych budynków religijnych wiary chrześcijańskiej, bazylika jest głównym kościołem miasta San Marino. Mieści się przy Piazza Domus Plebis w północno-wschodnim skraju miasta, przylega do kościoła św. Piotra. Jest poświęcona Świętemu Marynowi, założycielowi i patronowi Republiki.
Obecny kościół został zbudowany w 1838 na miejscu wcześniejszego datowanego na VII wiek. Został on zbudowany w stylu neoklasycystycznym, z gankiem ośmiu kolumn korynckich. Relikwie Świętego Maryna mieszczą się w relikwiarzu w bazylice.